# Полански, Питер
Питер Полански (англ. Peter Polansky; род. 15 июня 1988, Норт-Йорк, Онтарио) — канадский профессиональный теннисист и теннисный тренер; обладатель Кубка Дэвиса (2022) в составе сборной Канады.

## Игровая карьера
Питер стал проявлять себя на теннисных кортах ещё в юниорские годы: в соревнованиях среди 16-летних он выиграл в 2004-м году Orange Bowl в парном разряде, а позже — уже в старшем туре — достиг позиции в числе пятидесяти сильнейших теннисистов мира в этом возрасте, пробившись в полуфинал Australian Open в паре и в финал US Open в одиночном разряде. Этот период карьеры канадец завершил зимой 2006 года, добравшись до полуфинала одиночного турнира Orange Bowl.
Полански начал участие в профессиональных теннисных турнирах в год окончания юниорских выступлений, а в январе и начале февраля следующего года выиграв три турнира класса ITF Futures в странах Центральной Америки. Сразу после этого, в феврале 2007 года, состоялся его дебют в сборной Канады в матче Кубка Дэвиса против команды Колумбии (Полански победил в пятой, заключительной игре матча, досрочно выигранного канадцами). В целом за 2007 год он продвинулся почти на 500 мест вверх в рейтинге АТР. Полански оставался постоянным игроком сборной Канады вплоть до 2011 года, затем вновь появившись в её составе только в 2014 году, в связи с травмами двух первых ракеток страны Милоша Раонича и Вашека Поспишила. Выступая только в одиночном разряде, Полански принёс сборной восемь очков в 14 встречах.
В 2008 году Полански в паре с другим канадцем, Филипом Бестером, завоевал в канадском городе Гранби свой первый титул в турнирах класса ATP Challenger, однако следующего аналогичного успеха пришлось ждать два с половиной года. В дальнейшем он выиграл ещё шесть «челленджеров» в парном разряде (все, кроме одного — с канадскими партнёрами и все, кроме одного, в 2013 и 2014 годах) и один в одиночном. В 2010 году Полански показал свои лучшие результаты в одиночном разряде, пробившись во второй круг Открытого чемпионата Канады после победы над 15-й ракеткой мира Юргеном Мельцером, а затем добравшись до второго круга на Открытом чемпионате США за счёт выигрыша у 32-й ракетки мира Хуана Монако.
В 2014 году в Торонто Полански, проживающему в пригороде Торонто Торнхилле и получившему от организаторов уайлд-кард, удалось повторить результат четырёхлетней давности на Открытом чемпионате Канады: он обыграл прошлогоднего полуфиналиста Уимблдонского турнира Ежи Яновича, но затем легко уступил второй ракетке мира Роджеру Федереру. По ходу сезона Полански поднялся на лучшую в карьере позицию как в одиночном разряде (вскоре после Открытого чемпионата Канады), так и в парном. В сентябре, однако, он получил травму кисти, которая вывела его из строя до июля 2015 года. На корт он вернулся к Панамериканским играм в Торонто, а своё возвращение в профессиональный тур Полански, в рейтинге опустившийся до середины шестой сотни, ознаменовал победой в первом круге «челленджера» в Гранби над 54-й ракеткой мира Бенджамином Беккером. В парном разряде он дошёл в Гранби до финала с Филипом Бестером. Тем не менее, несмотря на яркий старт, к концу сезона он успел подняться лишь до третьей сотни в парном разряде, а в одиночном даже опустился ещё ниже.
2016 год Полански провёл в «челленджерах» и «фьючерсах», дважды сыграв в финалах «челленджеров» в одиночном и четыре раза в парном разряде. В августе в Гатино (Канада) он завоевал свой первый за три года титул в «челленджерах» в одиночном разряде, а в парах первенствовал трижды (два раза с Филипом Бестером и один раз с Адилем Шамасдином). На Открытом чемпионате Канады он в третий раз преодолел первый круг, где победил американца Тима Смычека, стоявшего в рейтинге на сотню позиций выше него. По итогам сезона Полански расположился в рейтинге выше середины второй сотни как в одиночном, так и в парном разряде. В следующем сезоне он по три раза пробивался в финал «челленджеров» в одиночном разряде и столько же в парном (завоевав один титул). Три финала подряд в летние месяцы позволили канадцу улучшить личный рекорд в рейтинге АТР, в конце июля поднявшись в нём до 115-й позиции.
В 2018 году Полански привлёк к себе внимание необычным достижением: на всех четырёх турнирах Большого шлема он проигрывал в последнем круге квалификации, но после этого становился «счастливым неудачником», получая право на участие в основной сетке турнира благодаря отказу одного из игроков, расположенных выше в рейтинге. Такое стечение обстоятельств сложилось впервые за всю историю тенниса. Во всех четырёх случаях, однако, он окончательно выбывал из борьбы уже в первом круге основного турнира. В «челленджерах» канадец выступал более удачно, завоевав один титул в одиночном и два в парном разряде, и достиг рекордных для себя мест в рейтинге в обоих разрядах, так, однако, и не войдя в сотню сильнейших. Следующий сезон опять оказался рядовым, принеся Полански ещё один одиночный и два парных титула в «челленджерах» — канадец выиграл все три финала, в которых участвовал.
В 2019 Полански, напротив, не достиг финала ни разу; его лучшим результатом в «челленджерах» в одиночном разряде был 3-й раунд, а в парном — полуфинал. В итоге он закончил сезон лишь в третьей сотне рейтинга. Такой же ситуация осталась и в 2020 году. За сезон 2021 года канадец пять раз играл в финалах «челленджеров» в парном разряде, завоевав два титула, но, как и в предыдущие годы, остался во второй сотне рейтинга, а в одиночном разряде — в третьей. В конце сезона, в отсутствие Феликса Оже-Альяссима и Дениса Шаповалова, Полански выступил в составе сборной Канады в Кубке Дэвиса, но проиграл свою единственную встречу в паре с Брэйденом Шнуром соперникам из команды Казахстана в трёх сетах.
В конце 2021 и начале 2022 года состояние здоровья Поланского ухудшилось — усугубилась досаждавшая ему и до этого аритмия сердца, несколько раз заставлявшая его прерывать матчи. В итоге он принял решение прервать выступления. В мае 2022 года Полански был приглашён на должность основного тренера Дениса Шаповалова. Их сотрудничество продолжалось около года, после чего канадца сменил в качестве тренера американец Мэтт Дейли. Летом 2023 года Полански вернулся на корт и провёл несколько матчей в Северной Америке.

## Финалы турниров класса ATP Challenger за карьеру
| Результат | №  | Дата             | Турнир                     | Покрытие | Соперник в финале      | Счёт в финале    |
| --------- | -- | ---------------- | -------------------------- | -------- | ---------------------- | ---------------- |
| Поражение | 1. | 3 июля 2012      | Панама, Панама             | Грунт    | Рожериу Дутра да Силва | 3-6, 0-6         |
| Победа    | 1. | 7 октября 2013   | Тайберон, Калифорния, США  | Хард     | Мэттью Эбден           | 7-5, 6-3         |
| Поражение | 2. | 28 октября 2013  | Шарлотсвилл, Виргиния, США | Хард(i)  | Майкл Расселл          | 5-7, 6-2, 6-75   |
| Поражение | 3. | 4 ноября 2013    | Ноксвилл, Теннесси, США    | Хард(i)  | Тим Смычек             | 4-6, 2-6         |
| Победа    | 2. | 14 августа 2016  | Гатино, Канада             | Хард     | Венсан Мийо            | 3-6, 6-4 — отказ |
| Поражение | 4. | 13 ноября 2016   | Ноксвилл                   | Хард(i)  | Майкл Ммо              | 5-7, 6-2, 1-6    |
| Поражение | 5. | 16 июля 2017     | Виннипег, Канада           | Хард     | Блаж Кавчич            | 5-7, 6-3, 5-7    |
| Поражение | 6. | 23 июля 2017     | Гатино                     | Хард     | Денис Шаповалов        | 1-6, 6-3, 3-6    |
| Поражение | 7. | 30 июля 2017     | Гранби, Канада             | Хард     | Блаж Кавчич            | 3-6, 6-2, 5-7    |
| Победа    | 3. | 29 июля 2018     | Гранби                     | Хард     | Юго Эмбер              | 6-4, 1-6, 6-2    |
| Поражение | 8. | 4 ноября 2018    | Шарлотсвилл                | Хард(i)  | Томми Пол              | 2-6, 2-6         |
| Победа    | 4. | 22 сентября 2019 | Колумбус, США              | Хард(i)  | Джеффри Джон Вольф     | 6-3, 7-64        |

| Результат | №   | Дата             | Турнир                    | Покрытие | Партнёр           | Соперники в финале                       | Счёт в финале      |
| --------- | --- | ---------------- | ------------------------- | -------- | ----------------- | ---------------------------------------- | ------------------ |
| Победа    | 1.  | 7 июля 2008      | Гранби, Канада            | Хард     | Филип Бестер      | Николас Монро Альберто Фрэнсис           | 2-6, 6-1, [10-5]   |
| Победа    | 2.  | 31 января 2011   | Берни, Австралия          | Хард     | Филип Бестер      | Маринко Матошевич Хосе Статэм            | 6-4, 3-6, [14-12]  |
| Поражение | 1.  | 3 июля 2012      | Панама, Панама            | Грунт    | Дэниел Косаковски | Алехандро Гонсалес Хулио Сесар Кампосано | 4-6, 5-7           |
| Поражение | 2.  | 29 апреля 2013   | Таллахасси, Флорида, США  | Грунт    | Грег Джонс        | Остин Крайчек Теннис Сандгрен            | 6-1, 2-6, [8-10]   |
| Победа    | 3.  | 15 июля 2013     | Гранби (2)                | Хард     | Эрик Хвойка       | Анте Павич Адам ЭльМидауи                | 6-4, 6-3           |
| Победа    | 4.  | 22 июля 2013     | Лексингтон, Кентукки, США | Хард     | Фрэнк Данцевич    | Майкл Винус Брэдли Клан                  | 7-5, 6-3           |
| Поражение | 3.  | 4 ноября 2013    | Ноксвилл, Теннесси, США   | Хард(i)  | Карстен Болл      | Сэм Грот Джон-Патрик Смит                | 7-66, 2-6, 7-10    |
| Поражение | 4.  | 3 июня 2014      | Простеёв, Чехия           | Грунт    | Адиль Шамасдин    | Андре Бегеман Лукаш Росол                | 1-6, 2-6           |
| Победа    | 5.  | 30 июня 2014     | Манта, Эквадор            | Хард     | Чейз Бьюкенен     | Луис Давид Мартинес Эдуардо Струвай      | 6-4, 6-4           |
| Победа    | 6.  | 21 июля 2014     | Лексингтон (2)            | Хард     | Адиль Шамасдин    | Чейз Бьюкенен Джеймс Макги               | 6-4, 6-2           |
| Победа    | 7.  | 22 сентября 2014 | Напа, Калифорния, США     | Хард     | Адиль Шамасдин    | Брэдли Клан Тим Смычек                   | 7-60, 6-1          |
| Поражение | 5.  | 29 сентября 2014 | Сакраменто, США           | Хард     | Адиль Шамасдин    | Джон-Патрик Смит Адам Хаббл              | 3-6, 2-6           |
| Поражение | 6.  | 26 июля 2015     | Гранби                    | Хард     | Филип Бестер      | Энцо Куако Люк Сэвилл                    | 7-65, 6-72, [7-10] |
| Победа    | 8.  | 20 февраля 2016  | Куэрнавака, Мексика       | Хард     | Филип Бестер      | Марсело Аревало Серхио Гальдос           | 6-4, 3-6, [10-6]   |
| Победа    | 9.  | 18 сентября 2016 | Кэри, С. Каролина, США    | Хард     | Филип Бестер      | Стефан Козлов Остин Крайчек              | 6-2, 6-2           |
| Поражение | 7.  | 25 сентября 2016 | Колумбус, США             | Хард(i)  | Филип Бестер      | Микелис Либиетис Деннис Новиков          | 5-7, 6-74          |
| Победа    | 10. | 25 сентября 2016 | Ноксвилл                  | Хард(i)  | Адиль Шамасдин    | Рубен Бемельманс Йорис де Лоре           | 6-1, 6-3           |
| Поражение | 8.  | 23 апреля 2017   | Сарасота, Флорида, США    | Грунт    | Стефан Козлов     | Скотт Липски Юрген Мельцер               | 2-6, 4-6           |
| Победа    | 11. | 7 мая 2017       | Саванна, Джорджия, США    | Грунт    | Нил Скупски       | Люк Бамбридж Митчелл Крюгер              | 4-6, 6-3, [10-1]   |
| Поражение | 9.  | 17 сентября 2017 | Шанхай, КНР               | Хард     | Брэдли Клан       | И Чухуань Тосихидэ Мацуи                 | 6-71, 6-4, [5-10]  |
| Поражение | 10. | 22 апреля 2018   | Сарасота                  | Грунт    | Кристиан Харрисон | Иван Кинг Хантер Риз                     | 1-6, 2-6           |
| Победа    | 12. | 20 мая 2018      | Бордо, Франция            | Грунт    | Брэдли Клан       | Максимо Гонсалес Гильермо Дуран          | 6-3, 3-6, [10-7]   |
| Поражение | 11. | 22 июля 2018     | Гатино, Канада            | Хард     | Дариан Кинг       | Роберт Галлоуэй Брэдли Клан              | 6-74, 6-4, [8-10]  |
| Победа    | 13. | 23 сентября 2018 | Колумбус                  | Хард(i)  | Томми Пол         | Роберто Кирос Гонсало Эскобар            | 6-3, 6-3           |
| Победа    | 14. | 14 июля 2019     | Виннипег, Канада          | Хард     | Дариан Кинг       | Хантер Риз Адиль Шамасдин                | 7-68, 6-3          |
| Победа    | 15. | 13 октября 2019  | Фэрфилд, Калифорния, США  | Хард     | Дариан Кинг       | Сем Вербек Андре Йёранссон               | 6-4, 3-6, [12-10]  |
| Поражение | 12. | 14 февраля 2021  | Почефструм, ЮАР           | Хард     | Брэйден Шнур      | Зденек Коларж Марк-Андреа Хюслер         | 4-6, 6-2, [4-10]   |
| Победа    | 16. | 13 июня 2021     | Орландо, США              | Хард     | Кристиан Харрисон | Хуан Крус Арагоне Николас Баррьентос     | 6-2, 6-3           |
| Поражение | 13. | 18 июля 2021     | Нур-Султан, Казахстан     | Хард     | Сергей Стаховский | Бенджамин Лок Сюй Юйсёу                  | 6-2, 1-6, [7-10]   |
| Поражение | 14. | 19 сентября 2021 | Кэри, Сев. Каролина, США  | Хард     | Стефан Козлов     | Уильям Блумберг Макс Шнур                | 4-6, 6-1, [6-10]   |
| Победа    | 17. | 26 сентября 2021 | Колумбус (2)              | Хард(i)  | Стефан Козлов     | Эндрю Лутшауниг Джеймс Троттер           | 7-5, 7-65          |